# Akrafjall (berg i Island, Norðurland vestra)
Akrafjall är ett berg i republiken Island. Det ligger i regionen Norðurland vestra. Toppen på Akrafjall är 1 151 meter över havet.